# Synthetonychia wairarapae
Synthetonychia wairarapae är en spindeldjursart som beskrevs av Forster 1954. Synthetonychia wairarapae ingår i släktet Synthetonychia och familjen Synthetonychidae. Inga underarter finns listade i Catalogue of Life.